# Britta Stenström-Rogberg
Anna Britta Maria Stenström-Rogberg,  född Stenström 26 juni 1896 i Västerås, död 27 oktober 1974 i Vallentuna församling i Stockholms län, var en svensk journalist,  målare och tecknare.

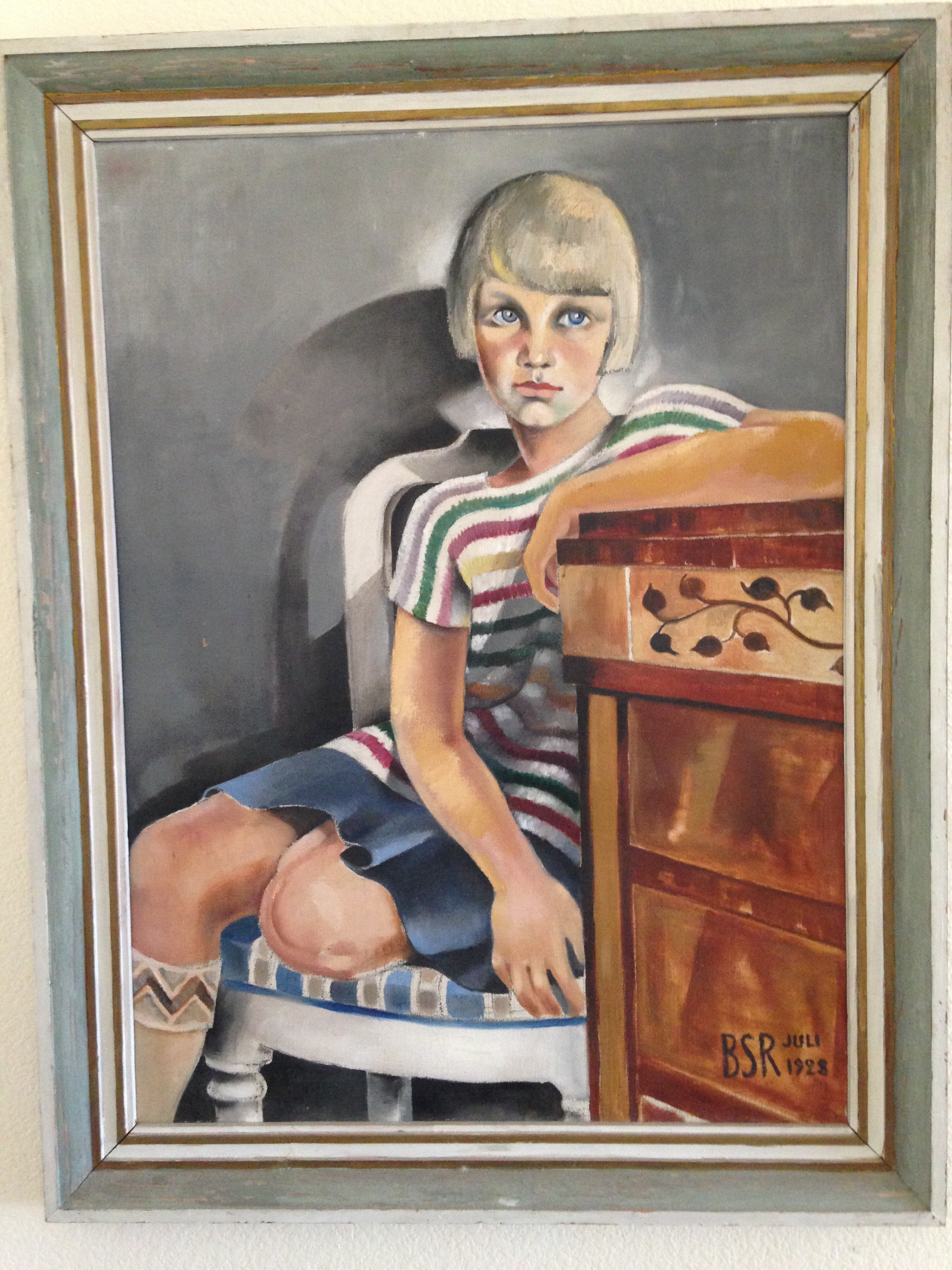
Porträtt av brorsdottern Britt-Marianne Öhman, Juli 1928

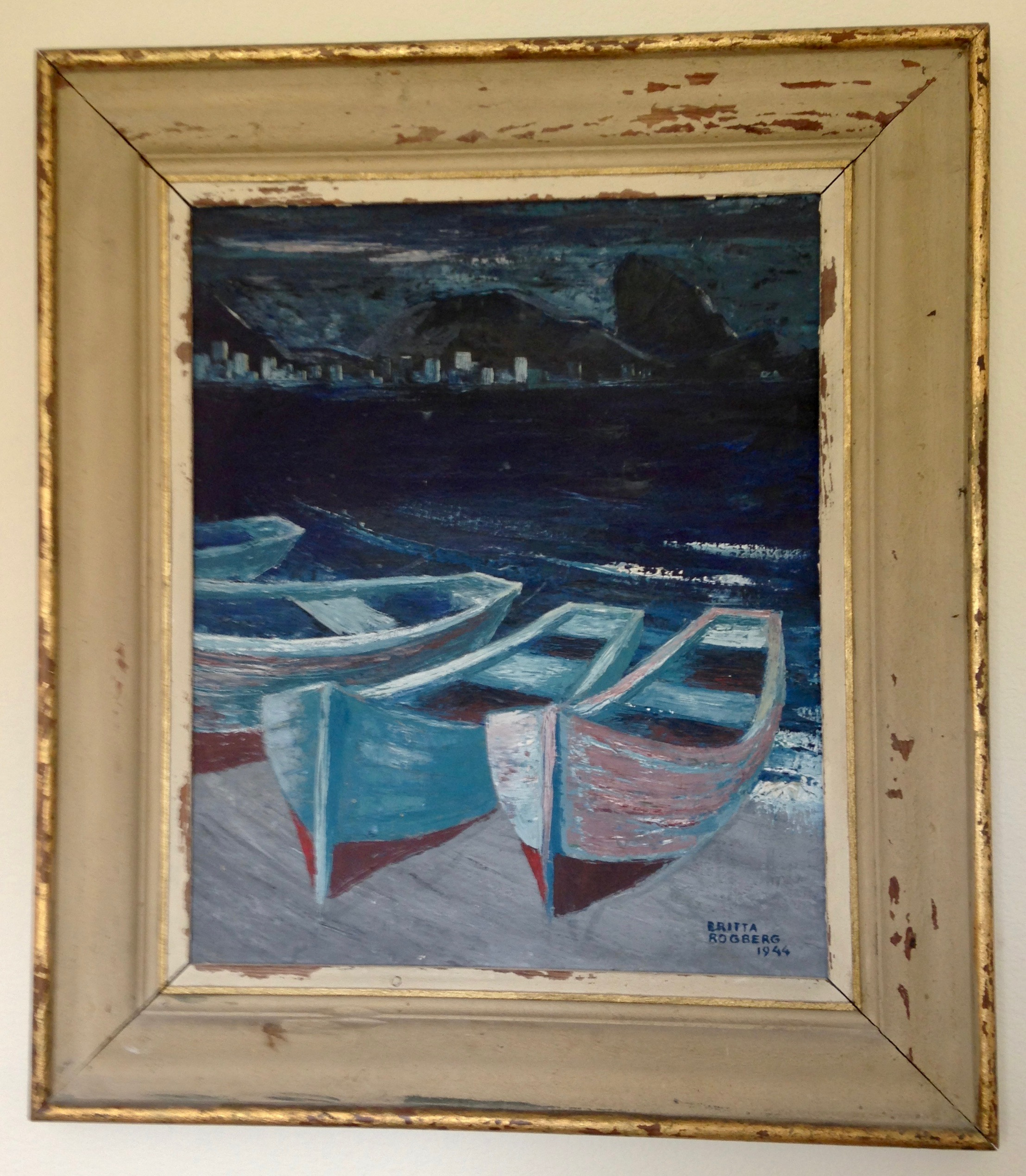
Rio de Janeiro, 1944

## Familj
Britta Stenström-Rogberg var dotter till redaktör Adolf Erland Stenström och Matte Staelldin samt syster till Matts Adolf Stenström och från 1925 gift med Martin Rogberg.

## Biografi
Stenström-Rogberg studerade i vid Slöjdföreningens skola i Göteborg och för Otte Sköld i Stockholm samt i Paris för Othon Friesz 1933 och André Lhote 1934. Hon företog ett stort antal studieresor från 1929 bland annat företog hon en bilresa över större delen av Europa 1936 och under 1940-talet till Nord- och Sydamerika. Hon var bosatt i Buenos Aires 1946–1949 och arbetade vid sidan av sitt konstnärskap som korrespondent för Svenska Dagbladet. Hon skildrade i boken Resa dit pepparn växer ett antal av sina resor i Latinamerika. Under 1950-talet företog hon en längre resa genom Fjärran Östern. Separat ställde hon ut på Galerie Moderne i Stockholm 1934 och 1945. Hennes konst består av porträtt och människor i landskapet från olika länder. Som illustratör utförde hon ett stort antal teckningar för dags- och veckopressen samt bokomslag. Hon illustrerade ett antal av sin mans böcker och ett 20-tal barnböcker samt Gösta Attorps Huvudstupa genom Spanien. Rogberg finns representerad vid Örebro läns museum och Eskilstuna konstmuseum.